# American Recordings (Label)
American Recordings (ehemals Def American Recordings) ist ein Musiklabel aus Burbank (Los Angeles County), das von Rick Rubin betrieben wird. Zu den erfolgreichsten Künstlern des Labels zählen Slayer, The Black Crowes, Danzig, Johnny Cash, Sir Mix-a-Lot und System of a Down. Es hat den Labelcode LC 07181.

## Geschichte
American Recordings wurde 1988 unter dem Namen Def American Recordings gegründet, nachdem Rubin Def Jam verlassen hatte, und diente ursprünglich der Veröffentlichung von HipHop- und Metal-Künstlern. Als Rubin 1993 das Wort „Def“ in einem Wörterbuch gefunden hatte, hielt er dies für eine ungewollte Mainstreamisierung des Begriffs und ließ ihn feierlich beerdigen.
1993 unterschrieb Johnny Cash einen Plattenvertrag bei American Recordings, was wegen der bisherigen Veröffentlichungen des Labels für Aufsehen sorgte. Rubin gab selbst zu, vorher wenig über Cash oder das Genre Country gewusst zu haben. Cashs Album American Recordings hatte nicht nur den gleichen Titel wie das neue Label, sondern war 1994 auch die erste neue Veröffentlichung. Die Zusammenarbeit mit Cash war so erfolgreich, dass sie mit einer Serie von Tonträgern fortgesetzt wurde, die als „American Recordings“- bzw. „American“-Reihe bezeichnet wird.
Die zunehmende Diversifizierung der bei American Recordings unter Vertrag stehenden Künstler zeigte sich auch 1996 mit der Veröffentlichung von Donovans „Sutras“. Mit den Alben „Toxicity“, Mezmerize" und „Hypnotize“ der Band System of a Down konnte American Recordings drei Nummer-Eins-Alben in den Billboard 200 landen, womit die Band auch zu den fünf Künstlern zählt, die je zwei Nummer-Eins-Alben im gleichen Jahr hatten. 2006 veröffentlichte Neil Diamond sein unter ähnlichen Vorzeichen wie Rubins Arbeit mit Cash aufgenommenes Comeback-Album „12 Songs“. Mit seinem zweiten American-Album „Home before dark“ hatte Diamond seine erste Nummer Eins in den US-Charts. Die texanischen Rocker ZZ Top haben ebenfalls einen Plattenvertrag bei American Recordings unterschrieben.
Seit der Gründung wurden die Tonträger von American Recordings von zahlreichen Firmen wie Warner Music, Island Def Jam Music Group, BMG und Sony Music vertrieben. Seitdem Rubin zur Chefetage des Sony-BMG-Sublabels Columbia Records gehört, vertreibt Sony BMG Music Entertainment die Platten von American Recordings, das damit faktisch ein Joint Venture mit Columbia eingegangen ist.

## Logo
Das Logo von American Recordings ist eine umgedrehte Flagge der Vereinigten Staaten. Das Logo von Def American Recordings war ein Umriss der USA (ohne Alaska und Hawaii) umrundet von drei Nennungen des Labelnamens innerhalb zweier konzentrischer Kreise. Alle Produkte, die in der Zeit der Umbenennung im Vertrieb waren, wurden mit dem neuen Logo wiederveröffentlicht.

## Künstler
Neben den oben genannten Künstlern veröffentlichte American Recordings bislang Tonträger u. a. von folgenden Künstlern: The Jesus and Mary Chain, John Frusciante, Frank Black, Nusrat Fateh Ali Khan, Saul Williams, The Jayhawks, Neil Diamond, Tom Petty, American Head Charge, The (International) Noise Conspiracy, Fireside, Skinny Puppy, Devo, God Lives Underwater und Mouse on Mars.

## Sublabels
Zu American Recordings zählten die Sublabels Ill Labels, Infinite Zero (spezialisiert auf Wiederveröffentlichungen), Onion Records (spezialisiert auf esoterische und obskure Pop-Musik), WHTE LBLS und Wild West Records, die jedoch alle 1997 eingestellt wurden, nachdem American Recordings sich von Warner Music getrennt hatte.